# Premio Compasso d'oro 2008
Il premio Compasso d'oro 2008 è stata la 21ª edizione della cerimonia di consegna del premio Compasso d'oro.

## Giuria
La giuria era composta da:
- Mario Bellini
- Moh-Jin Chew
- Lieven Daenens
- Carla Di Francesco
- Carlo Forcolini
- Norbert Linke
- Emanuele Pirella
- Richard R. Whitaker

## Premiazioni

### Compasso d'oro
| Designer                                                       | Prodotto                                                                 | Azienda                                                      | Immagine |
| -------------------------------------------------------------- | ------------------------------------------------------------------------ | ------------------------------------------------------------ | -------- |
| Marc Sadler                                                    | Big, libreria                                                            | Caimi Brevetti                                               |          |
| Ron Arad Associates                                            | MT3, poltrona a dondolo                                                  | Driade                                                       |          |
| Bartoli Design e Fauciglietti Engineering                      | R606 Uno, sedia                                                          | Segis                                                        |          |
| Eero Aarnio                                                    | Trioli, sedia per bambini                                                | Magis                                                        |          |
| Italo Lupi, Ico Migliore, Mara Servetto con vari collaboratori | Città di Torino, Look of the City Olimpiadi Invernali 2006, allestimento | Città di Torino (Direzione Comunicazione Promozione Turismo) |          |
| Toyo Ito                                                       | Stand Horm, allestimento,                                                | Horm                                                         |          |
| Culdesac                                                       | Neos, orologio da polso                                                  | Lorenz                                                       |          |
| Alberto Meda e Paolo Rizzatto                                  | Mix, apparecchio di illuminazione,                                       | Luceplan                                                     |          |
| Pininfarina                                                    | Nido, concept car,                                                       | Pininfarina                                                  |          |
| Wally, Lazzarini Pickering Architetti e Farr Yacht Design      | Shaka, barca a vela,                                                     | Wally                                                        |          |

### Compasso d'oro alla carriera
- Luigi Caccia Dominioni
- Renato De Fusco
- Tito D'Emilio
- Dino Gavina
- Michele Provinciali
- Tobia Scarpa

### Compasso d'Oro Internazionale
- Terence Conran
- Miguel Milà